# Vyšėjšaja Liha 2016
La Vyšėjšaja Liha 2016 è stata la ventiseiesima edizione della massima serie del campionato bielorusso di calcio, disputato tra il 1º aprile e il 27 novembre 2016. Il BATĖ Borisov ha vinto il campionato per la tredicesima volta, l'undicesima consecutiva. I capocannonieri della competizione furono Michail Hardzjajčuk e Vital' Radyënaŭ (entrambi del BATĖ Borisov) con 15 reti realizzate.

## Stagione

### Novità
Dalla Vyšėjšaja Liha 2015 venne retrocesso in Peršaja Liha il Homel', classificatosi all'ultimo posto. A seguito dell'allargamento della Vyšėjšaja Liha da 14 a 16 squadre, dalla Peršaja Liha vennero promossi l'Islač, l'Haradzeja e il Krumkačy Minsk.

### Formula
Le 16 squadre partecipanti disputarono un girone all'italiana con partite di andata e ritorno per un totale di 30 partite. La prima classificata, vincitrice del campionato, venne ammessa al secondo turno preliminare della UEFA Champions League 2017-2018, mentre la seconda e la terza classificata vennero ammesse al primo turno preliminare della UEFA Europa League 2017-2018. La squadra vincitrice della Coppa di Bielorussia venne ammessa al secondo turno preliminare della UEFA Europa League; se quest'ultima avesse concluso il campionato al secondo o al terzo posto, la quarta classificata sarebbe stata ammessa in UEFA Europa League. Le ultime due classificate vennero retrocesse direttamente in Peršaja Liha.

### Avvenimenti
La partita tra Islač e Dinamo Brest, valida per la quinta giornata del girone di andata e terminata sul campo sul risultato di 2-4, è stata data vinta per 3-0 a tavolino alla Dinamo Brest a seguito di un'indagine su partite truccate che coinvolse l'Islač.

## Squadre partecipanti
| Club              | Città         | Stadio                       | Stagione 2015               |
| ----------------- | ------------- | ---------------------------- | --------------------------- |
| BATĖ Borisov      | Barysaŭ       | Barysaŭ-Arėna                | Campione di Bielorussia     |
| Belšyna           | Babrujsk      | Stadio Spartak               | 4º posto in Vyšėjšaja Liha  |
| Dinamo Brėst      | Brėst         | OSK Brestskiy                | 12º posto in Vyšėjšaja Liha |
| Dinamo Minsk      | Minsk         | Stadio Traktar               | 2º posto in Vyšėjšaja Liha  |
| Haradzeja         | Haradzeja     | Stadio Haradzeja             | 2º posto in Peršaja Liha    |
| Hranit Mikašėvičy | Mikaševičy    | Stadio Poles'e (Luninec)     | 5º posto in Vyšėjšaja Liha  |
| Islač             | Raën di Minsk | Stadio Haradzki (Maladzečna) | 1º posto in Peršaja Liha    |
| Krumkačy Minsk    | Minsk         | Stadio FK Minsk              | 3º posto in Peršaja Liha    |
| Minsk             | Minsk         | Stadio FK Minsk              | 6º posto in Vyšėjšaja Liha  |
| Naftan            | Navapolack    | Stadio Atlant                | 9º posto in Vyšėjšaja Liha  |
| Nëman             | Hrodna        | Stadio Nëman                 | 8º posto in Vyšėjšaja Liha  |
| Šachcër Salihorsk | Salihorsk     | Stadio Stroitel              | 3º posto in Vyšėjšaja Liha  |
| Slavija-Mazyr     | Mazyr         | Stadio Junatsva              | 10º posto in Vyšėjšaja Liha |
| Sluck             | Sluck         | Stadio Haradzki              | 11º posto in Vyšėjšaja Liha |
| Tarpeda-BelAZ     | Žodzina       | Stadio Torpedo               | 7º posto in Vyšėjšaja Liha  |
| Vicebsk           | Vicebsk       | Vitebsky CSK                 | 13º posto in Vyšėjšaja Liha |

## Classifica finale
|  | Pos. | Squadra           | Pt | G  | V  | N  | P  | GF | GS | DR  |
|  | ---- | ----------------- | -- | -- | -- | -- | -- | -- | -- | --- |
|  | 1.   | BATĖ Borisov      | 70 | 30 | 22 | 4  | 4  | 73 | 25 | +48 |
|  | 2.   | Šachcër Salihorsk | 59 | 30 | 17 | 8  | 5  | 46 | 20 | +26 |
|  | 3.   | Dinamo Minsk      | 55 | 30 | 15 | 10 | 5  | 46 | 28 | +18 |
|  | 4.   | Minsk             | 53 | 30 | 15 | 8  | 7  | 49 | 24 | +25 |
|  | 5.   | Tarpeda-BelAZ     | 48 | 30 | 13 | 9  | 8  | 47 | 33 | +14 |
|  | 6.   | Vicebsk           | 42 | 30 | 12 | 6  | 12 | 30 | 26 | +4  |
|  | 7.   | Islač             | 41 | 30 | 11 | 8  | 11 | 33 | 39 | -6  |
|  | 8.   | Dinamo Brėst      | 40 | 30 | 11 | 7  | 12 | 38 | 38 | 0   |
|  | 9.   | Haradzeja         | 38 | 30 | 8  | 14 | 8  | 36 | 39 | -3  |
|  | 10.  | Slavija-Mazyr     | 35 | 30 | 9  | 8  | 13 | 33 | 49 | -16 |
|  | 11.  | Krumkačy Minsk    | 33 | 30 | 9  | 6  | 15 | 24 | 39 | -15 |
|  | 12.  | Sluck             | 30 | 30 | 6  | 12 | 12 | 22 | 34 | -12 |
|  | 13.  | Naftan            | 29 | 30 | 7  | 8  | 15 | 25 | 46 | -21 |
|  | 14.  | Nëman             | 29 | 30 | 7  | 8  | 15 | 21 | 36 | -15 |
|  | 15.  | Belšyna           | 25 | 30 | 5  | 10 | 15 | 34 | 45 | -11 |
|  | 16.  | Hranit Mikašėvičy | 25 | 30 | 5  | 10 | 15 | 20 | 56 | -36 |

Legenda:
      Campione di Bielorussia e ammessa alla UEFA Champions League 2017-2018.
      Ammesse alla UEFA Europa League 2017-2018.
      Retrocessa in Peršaja Liha 2017.
Note:
Tre punti a vittoria, uno a pareggio, zero a sconfitta.
La classifica viene stilata secondo i seguenti criteri:
- Punti conquistati
- Partite vinte
- Punti conquistati negli scontri diretti
- Partite vinte negli scontri diretti
- Differenza reti negli scontri diretti
- Reti realizzate negli scontri diretti
- Differenza reti generale
- Reti totali realizzate
- Sorteggio

## Risultati

### Tabellone
|                   | BAT  | Bel  | DiB  | DiM  | Har  | Hra  | Isl  | Kru  | Min  | Naf  | Nëm  | Šac  | Sla  | Slu  | Tar  | Vic  |
| ----------------- | ---- | ---- | ---- | ---- | ---- | ---- | ---- | ---- | ---- | ---- | ---- | ---- | ---- | ---- | ---- | ---- |
| BATĖ Borisov      | –––– | 2-1  | 2-0  | 3-3  | 5-0  | 4-0  | 4-1  | 5-0  | 3-1  | 4-1  | 4-0  | 2-0  | 0-0  | 3-0  | 1-2  | 1-0  |
| Belšyna           | 2-3  | –––– | 4-2  | 1-2  | 0-2  | 1-1  | 0-0  | 1-1  | 0-2  | 1-0  | 1-1  | 0-1  | 2-2  | 0-0  | 1-3  | 0-1  |
| Dinamo Brest      | 1-4  | 2-1  | –––– | 1-4  | 1-1  | 1-0  | 1-1  | 1-2  | 0-3  | 1-1  | 2-0  | 1-2  | 0-0  | 0-0  | 3-2  | 3-0  |
| Dinamo Minsk      | 1-1  | 3-1  | 2-1  | –––– | 2-0  | 5-0  | 1-0  | 2-0  | 1-0  | 3-1  | 0-1  | 1-3  | 1-0  | 1-1  | 1-1  | 1-0  |
| Haradzeja         | 1-1  | 1-1  | 1-1  | 0-0  | –––– | 2-0  | 0-0  | 1-1  | 1-2  | 3-0  | 2-1  | 0-1  | 4-2  | 2-0  | 3-3  | 0-2  |
| Hranit Mikašėvičy | 0-1  | 0-4  | 2-1  | 1-1  | 0-0  | –––– | 0-1  | 1-1  | 0-7  | 1-3  | 0-1  | 1-1  | 0-0  | 2-1  | 1-1  | 0-3  |
| Islač             | 1-3  | 2-3  | 0-3  | 3-1  | 2-0  | 3-2  | –––– | 0-0  | 0-4  | 2-0  | 0-0  | 1-3  | 0-1  | 2-0  | 3-2  | 0-0  |
| Krumkačy Minsk    | 0-3  | 2-1  | 0-0  | 4-1  | 0-1  | 2-1  | 0-1  | –––– | 0-1  | 2-0  | 2-1  | 0-1  | 1-0  | 0-3  | 0-2  | 1-0  |
| Minsk             | 2-3  | 1-1  | 0-1  | 0-0  | 3-1  | 0-0  | 0-1  | 1-0  | –––– | 4-0  | 0-1  | 1-0  | 6-2  | 5-2  | 0-0  | 1-0  |
| Naftan            | 3-2  | 2-2  | 1-0  | 1-1  | 0-0  | 1-1  | 0-2  | 1-0  | 1-1  | –––– | 2-0  | 1-1  | 0-1  | 1-0  | 1-3  | 1-2  |
| Nëman             | 0-1  | 1-0  | 0-4  | 2-3  | 3-0  | 1-1  | 2-1  | 2-2  | 0-1  | 0-1  | –––– | 0-1  | 3-1  | 0-0  | 0-3  | 0-0  |
| Šachcër Salihorsk | 0-2  | 3-0  | 3-1  | 0-0  | 2-2  | 4-0  | 3-0  | 0-2  | 0-0  | 2-0  | 1-0  | –––– | 5-1  | 0-0  | 3-0  | 1-0  |
| Slavija-Mazyr     | 2-1  | 0-2  | 1-4  | 1-0  | 3-3  | 1-3  | 2-1  | 1-0  | 6-2  | 2-0  | 1-0  | 1-1  | –––– | 1-1  | 0-1  | 0-4  |
| Sluck             | 0-2  | 2-1  | 0-1  | 1-1  | 1-1  | 0-1  | 2-2  | 2-0  | 0-1  | 1-1  | 0-0  | 1-0  | 1-0  | –––– | 1-1  | 2-1  |
| Tarpeda-BelAZ     | 1-2  | 2-2  | 0-1  | 0-2  | 1-3  | 5-0  | 1-1  | 3-0  | 0-0  | 2-1  | 1-0  | 1-1  | 2-0  | 2-0  | –––– | 1-2  |
| Vicebsk           | 2-1  | 1-0  | 1-0  | 0-2  | 1-1  | 0-1  | 1-2  | 2-1  | 0-0  | 2-0  | 1-1  | 1-3  | 1-1  | 2-0  | 0-1  | –––– |

## Statistiche

### Classifica marcatori
| Gol |  |  | Giocatore           | Squadra           |
| --- |  |  | ------------------- | ----------------- |
| 15  |  |  | Michail Hardzjajčuk | BATĖ Borisov      |
| 15  |  |  | Vital' Radyënaŭ     | BATĖ Borisov      |
| 12  |  |  | Vadzim Dzemidovič   | Tarpeda-BelAZ     |
| 12  |  |  | Mikalaj Januš       | Šachcër Salihorsk |
| 10  |  |  | Joel Fameyeh        | Dinamo Brėst      |
| 9   |  |  | Dzjanis Lapceŭ      | Šachcër Salihorsk |
| 9   |  |  | Raman Volkaŭ        | Vicebsk           |